# Monsonia drudeana
Monsonia drudeana är en näveväxtart som beskrevs av Schinz. Monsonia drudeana ingår i släktet hottentottnävor, och familjen näveväxter. Inga underarter finns listade i Catalogue of Life.